# Elmsted
Elmsted är en ort och civil parish i grevskapet Kent i sydöstra England. Orten ligger i distriktet Folkestone and Hythe, cirka 14 kilometer nordväst om Folkestone och cirka 11 kilometer öster om Ashford. Civil parishen hade 312 invånare vid folkräkningen år 2021.